# Elecciones presidenciales de Uruguay de marzo de 1886

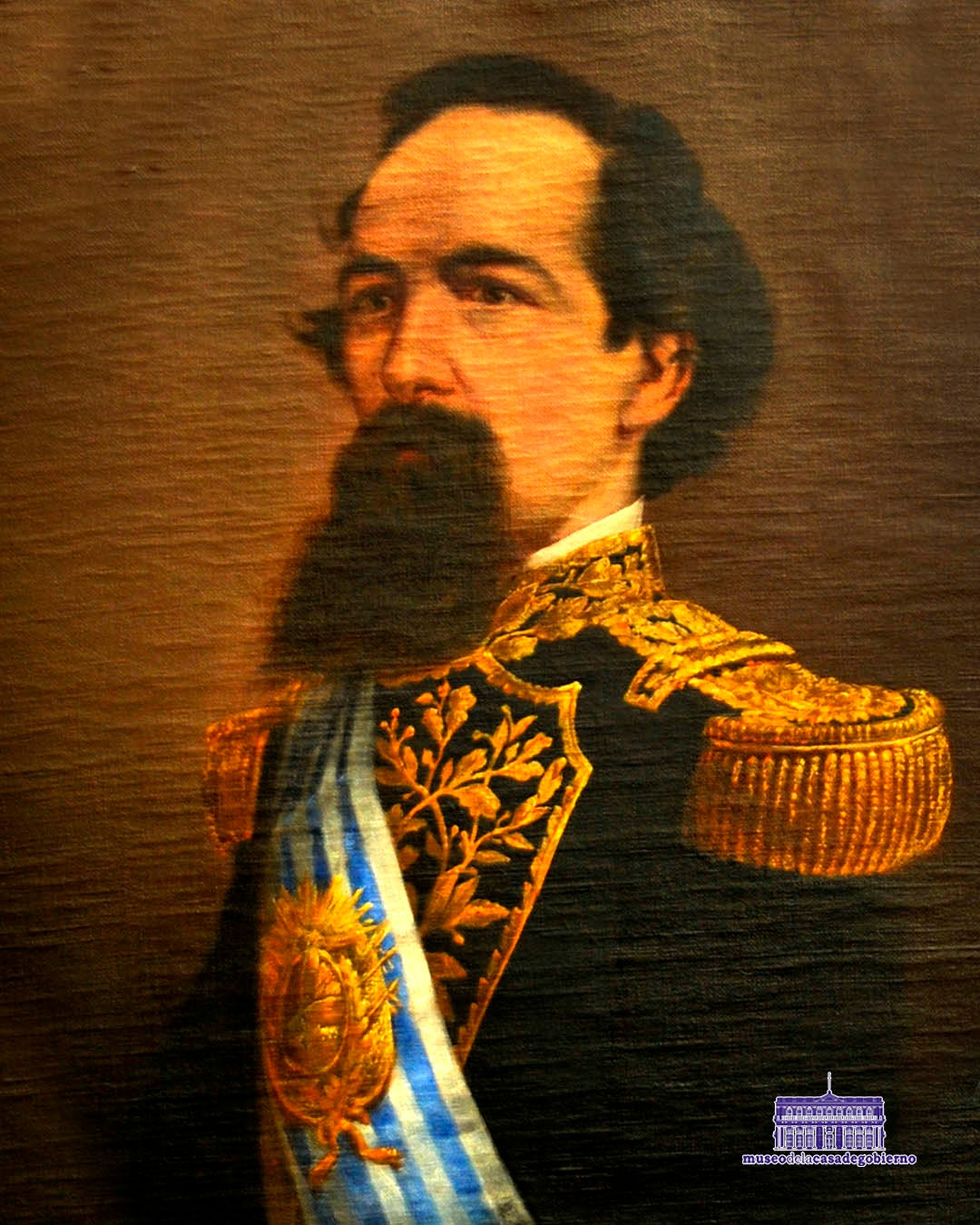
Máximo Santos

Las elecciones presidenciales de marzo de 1886 fueron las decimoterceras elecciones presidenciales celebradas en el Estado Oriental del Uruguay. Estas se realizaron el 1 de marzo de 1886 para elegir al presidente de la república en el período comprendido entre el 1 de marzo de 1886 al 1 de marzo de 1890.
Esta elección se realizó bajo las normas de la constitución de 1830, la cual establecía que el presidente de la república sería elegido mediante votación nominal por todos los miembros de la Asamblea General en una sesión permanente realizada el 1 de marzo, requiriéndose una pluralidad absoluta para ser investido en el cargo.

## Acontecimientos

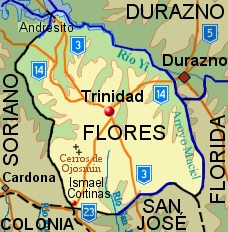
Departamento de Flores

Máximo Santos en su propia presidencia empieza a pensar la posibilidad de ser reelecto, cosa que en Uruguay está prohibido desde que es un estado independiente, pero con un gran plan con ayuda de muchos de sus seguidores logró volver al gobierno.
Primero, debía crear el departamento de Flores, después ser electo senador por ese departamento y ser electo presidente del senado, tras eso su delfín político Francisco Antonino Vidal gana por el las elecciones de ese año.
Vidal tuvo la presidencia constitucional más corta renunciando a los dos meses, asumiendo así Santos, que gobierna hasta que su plan fracasa en noviembre cuando la asamblea vota a Máximo Tajes para presidir la república.

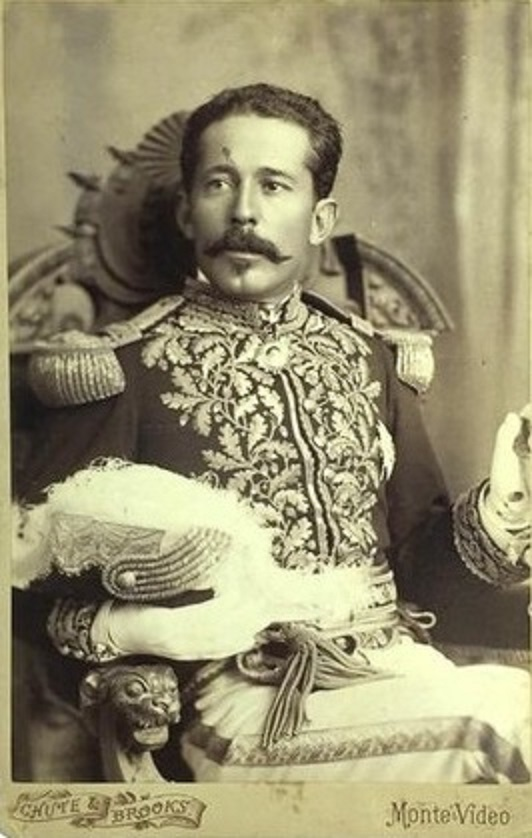
Tajes, el siguiente presidente

## Resultados
| Candidato          | Partido          | Votos |
| ------------------ | ---------------- | ----- |
| Francisco Vidal    | Partido Colorado | 53    |
| Luis Eduardo Pérez | Partido Colorado | 12    |
| Otros 3 ciudadanos | ???              | 3     |
| Total              | Total            | 68    |
| Fuente:            |                  |       |